# Goera lepidoptera
Goera lepidoptera är en nattsländeart som beskrevs av Schmid 1965. Goera lepidoptera ingår i släktet Goera och familjen grusrörsnattsländor. Inga underarter finns listade i Catalogue of Life.